# Diocesi di Teveste
La diocesi di Teveste (in latino Dioecesis Thevestina (seu Tebastensis seu Tebestana)) è una sede soppressa e sede titolare della Chiesa cattolica.

## Storia
Teveste, corrispondente all'odierna città di Tébessa in Algeria, è un'antica sede episcopale della provincia romana di Numidia.
Nel Martirologio Romano alla data del 5 dicembre è ricordata la martire santa Crispina, che fu uccisa nel 304:
Lo stesso martirologio ricorda, alla data del 12 marzo, il soldato martire san Massimiliano che, «rifiutatosi di prestare il giuramento militare, fu giustiziato con la spada».
Tra i numerosi edifici cristiani riportati alla luce negli scavi archeologici v'è una grande basilica cristiana dedicata proprio alla martire Crispina, con annesso un battistero, costruita a partire dal IV secolo ed ultimata in epoca bizantina (VI secolo).
Sono diversi i vescovi noti di questa antica diocesi africana. Il primo è Leucio, che prese parte al concilio di Cartagine convocato il 1º settembre 256 da san Cipriano per discutere della questione relativa alla validità del battesimo amministrato dagli eretici, e figura al 31º posto nelle Sententiae episcoporum. Romolo partecipò ad un altro concilio cartaginese, presieduto da Grato di Cartagine nel 345/348. Alla conferenza di Cartagine del 411, che vide riuniti assieme i vescovi cattolici e donatisti dell'Africa romana, presero parte il cattolico Urbico e il donatista Perseveranzio; questi era presente anche al concilio di Cabarsussi, tenuto nel 393 dai massimianisti, setta dissidente dei donatisti. Il nome di Felice figura al 75º posto nella lista dei vescovi della Numidia convocati a Cartagine dal re vandalo Unerico nel 484; Felice, come tutti gli altri vescovi cattolici africani, fu condannato all'esilio.
Gli scavi archeologici hanno restituito i nomi di altri due vescovi. Nella grande basilica è stata scoperta, in ottimo stato di conservazione, la sepoltura del vescovo Palladio con il suo epitaffio, dal quale si evince che visse 52 anni di cui 12 di episcopato. Secondo Jaubert, questo Palladio sarebbe in realtà l'omonimo vescovo di Idicra, vissuto alla fine del V secolo, esiliato a Teveste nel 484 e ivi deceduto. Secondo Mandouze invece, l'epitaffio di Palladio sarebbe datato al VI secolo. Nei pressi di Tébessa sono state scoperte due iscrizioni, di cui una datata 9 gennaio 550, con il nome del vescovo Faustino, che Jaubert e Mandouze, contrariamente a Mesnage, attribuiscono con certezza a Teveste.
Dal XVIII secolo Teveste è annoverata tra le sedi vescovili titolari della Chiesa cattolica; dal 12 ottobre 2006 il vescovo titolare è John Anthony Dooher, già vescovo ausiliare di Boston.

## Cronotassi

### Vescovi residenti
- Leucio † (menzionato nel 256)
- Romolo † (menzionato nel 345/348)
- Urbico † (menzionato nel 411)
  - Perseveranzio † (prima del 393 - dopo il 411) (vescovo donatista)
- Palladio †
- Felice † (menzionato nel 484)
- Faustino † (epoca bizantina)

### Vescovi titolari
- Franz Bernardin Verbeck, O.F.M.Conv. † (19 settembre 1746 - dicembre 1756 deceduto)
- Gabriel Wodzyński † (4 aprile 1759 - 17 luglio 1763 succeduto vescovo di Smolensk)
- Kasper Kazimierz Cieciszowski † (29 maggio 1775 - 7 agosto 1784 succeduto vescovo di Kiev)
- Guglielmo Stagno † (29 gennaio 1787 - 1801 deceduto)
- Roque José Carpegna Díaz, O.P. † (31 marzo 1801 - 30 dicembre 1845 deceduto)[7]
- Justo Alfonso Aguilar, O.P. † (5 settembre 1848 - 12 dicembre 1874 deceduto)
- Domenico Cocchia, O.F.M.Cap. † (8 agosto 1884 - 23 maggio 1887 nominato vescovo di Ascoli Satriano e Cerignola)
- Jean-Joseph Hirth, M.Afr. † (4 dicembre 1889 - 6 gennaio 1931 deceduto)
  - Joseph-Jean-Baptiste Hallé † (16 dicembre 1920 - 18 dicembre 1920 nominato vescovo titolare di Perre)[8]
- Aristides de Araújo Porto † (8 maggio 1931 - 20 luglio 1943 succeduto vescovo di Montes Claros)
- Stephen John Kocisko † (20 luglio 1956 - 6 luglio 1963 nominato eparca di Passaic)
- Elías Prado Tello † (14 novembre 1963 - 14 febbraio 2002 deceduto)
- Mark Benedict Coleridge (3 maggio 2002 - 19 giugno 2006 nominato arcivescovo di Canberra e Goulburn)
- John Anthony Dooher, dal 12 ottobre 2006